# 港都 (電影)
《港都》，2013年台灣黑幫電影。本片由導演周守訓執導，主要演員有：杜宇航、洪天祥、許慧欣、蔡黃汝（豆花妹）、郭少軒、徐亨、夏靖庭、黃鐙輝、邵庭等人共同參與演出；同時也是蔡黃汝（豆花妹）、邵庭及郭少軒等人第一部電影作品。本片原訂2011年6月22日上映，延期至2013年3月22日。

## 劇情摘要
讲述陆氏家族，企业内部兄弟间的角力斗争：陆崇岳(洪天祥 饰)，陆氏家族的长子，因个性淡泊名利，不喜商场上的尔虞我诈，决定离开商场，自我放逐，并认识花琳(豆花妹蔡黄汝 饰)及花妈(郁芳 饰)母女，影响自己对家庭的观念；陆崇孝(Darren邱凯伟 饰)，陆崇岳弟弟，於哥哥离开后跟随著父亲陆浩(孟飞 饰)学做经营，但父亲事业繁忙下而因此累垮，陆崇孝接管家族企业，但企业中的长老两全(夏靖庭 饰)，却想趁机抢夺陆氏家族产业，并开始一连串的商业算计……；陆崇孝，被两全和宫立(杜宇航 饰)设计，并被逐出企业；陆崇岳后来得知父亲病倒，及家族企业被人抢夺，决定回故乡协助陆崇孝，取回陆氏原有的经营权；过程中，陆崇孝的女友翁晓玉(邵庭 饰)被宫立胁持，并要求背叛陆崇岳；陆崇岳与多年前的女友律师叶涵妮(许慧欣 饰)相见请求协助，引发了与叶涵妮及花琳之间复杂的情爱关系；陆崇孝并恳求与父亲曾是结拜兄弟的洪龙(徐亨 饰)，洪龙决定带著女儿洪珍珠(郭少轩 饰)，及手下洪虎(黄镫辉 饰)义气相挺重出江湖……

## 演員陣容

### 主要角色
| 演員姓名 | 角色姓名 | 介紹                       |
| 杜宇航   | 宮立     |                            |
| 許慧欣   | 葉涵妮   | 律師，陸崇岳的前女友       |
| 夏靖庭   | 李兩全   | 陸氏家族企業長老           |
| 郁芳     | 花媽     | 花琳之母，是間民宿的老闆娘 |
| 蔡黃汝   | 花琳     |                            |
| 徐亨     | 洪龍     | 陸浩的結拜兄弟             |
| 黃鐙輝   | 洪虎     | 洪龍手下                   |
| 郭少軒   | 洪珍珠   | 洪龍的女兒                 |
| 邵庭     | 翁曉玉   | 陸崇孝的女友               |
| 孟飛     | 陸浩     | 陸父                       |
| 洪天祥   | 陸崇岳   | 陸家長子                   |
| 邱凱偉   | 陸崇孝   | 陸家次子                   |

### 特別演出
| 演員姓名 | 角色姓名 | 介紹                                           |
| 張碩文   | 宮剛     | 宮立之父，與陸浩、洪龍結識；曾為組織中的三兄弟 |
| 蘇品傑   | 小宮立   | 宮立幼年時期                                   |

## 歌曲
| 曲別     | 歌曲名稱 | 作詞     | 作曲   | 演唱者 | 備註        |
| 主題曲   | 港都     | 依拜維吉 | 曹登昌 | 邱凱偉 | 編曲:黃雨勳 |
| 插曲     | 只是玩笑 | 依拜維吉 | 曹登昌 | 許慧欣 | 編曲:黃雨勳 |
| 片尾曲   | 愛河     | 潘雅君   | 陳致成 | 周守訓 | 編曲:許程傑 |
| 背景歌曲 |          |          |        |        |             |

## 幕後製作團簡介
- 監製：陸醒華、梁宏志、張威演
- 編製：李劭尹
- 編劇：陸醒華
- 音樂：周建平
- 音效指導：陳國偉
- 武術指導：杜宇航

### 外景拍攝
- 台灣基隆港、台中港、高雄港以及馬公港等地

## 外部連結
- Yahoo奇摩電影上《港都》的資料（繁體中文）
- MSN娛樂上《港都》的資料（繁體中文）

- 開眼電影網上《港都》的資料（繁體中文）
- 豆瓣电影上《港都》的資料 （简体中文）
- 时光网上《港都》的資料（简体中文）
- 香港影庫上《港都》的資料（繁體中文）
- 台灣電影網上《港都》的資料（繁體中文）